# 薏苡

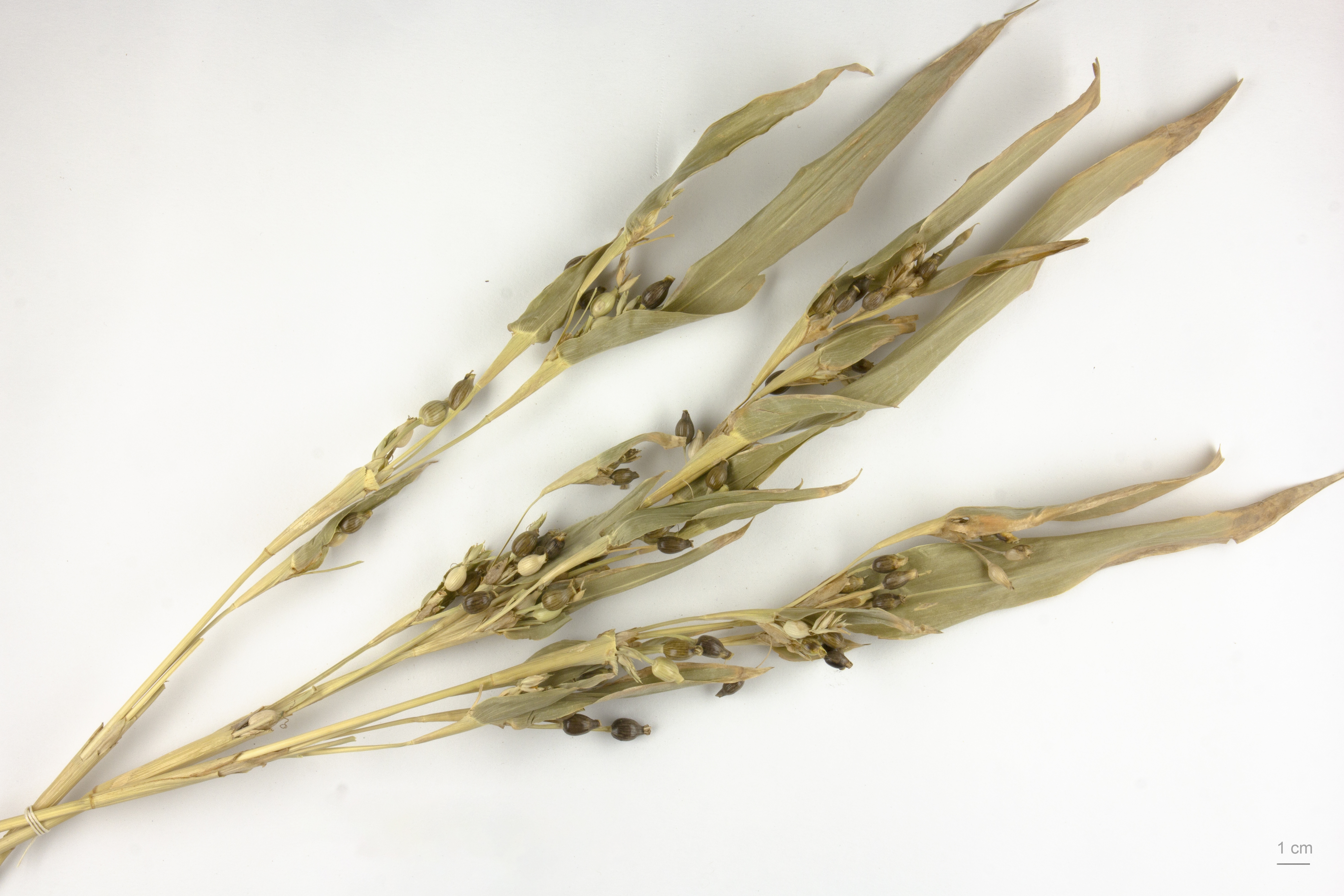
Coix lacryma-jobi

薏苡（学名：Coix lacryma-jobi），别名𧆐（⿱艹贛）、𦼮（⿱艹幹）、草黍子、六谷子、菩提珠、草珠子、薏米、薏仁米、薏仁、沟子米。属禾本科薏苡属。

## 形态
原產於熱帶亞洲，一年生草本。茎直立丛生，多分枝，基部节上生根；扁平细长披针形叶片互生，质地硬，先端尖，基部成鞘状，无毛，叶缘粗糙；夏秋间开花，为总状花序腋生；成熟时为暗紫色穎果。

## 分布
印度、泰國、柬埔寨及越南，中國大陸分布较广，日本亦产。台灣於台中大雅、彰化、嘉義有零星栽培，惟九成消費量仍由泰國進口。

## 用途
除食用外，中醫認為薏苡也可以入藥。
1. 【性味歸經】：甘、淡、微寒。歸脾、胃、肺經。
2. 【功效】：利水滲濕，健脾，除痹，清熱排膿。
3. 【主治】：用於小便不利，水腫，腳氣及脾虛泄瀉等。用於濕痹拘攣、用於肺癰，腸癰。孕婦慎用，小便多者不宜服用[2]

薏苡葉與薏苡根亦可入藥。
1. 薏苡葉：味甘清香，排膽結石，可煎湯飲用，有清暑、健胃助消化的作用
2. 薏苡根：味甘淡，性涼，有清熱、利尿、健脾、殺蟲的作用

## 延伸阅读
[在维基数据编辑]
 《欽定古今圖書集成·博物彙編·草木典·薏苡部》，出自陈梦雷《古今圖書集成》
 《植物名實圖考·薏苡》，出自吳其濬《植物名實圖考》

## 外部連結
- 薏苡 Yiyi （页面存档备份，存于） 藥用植物圖像數據庫 (香港浸會大學中醫藥學院) （中文）（英文）
- 薏苡仁 中藥材圖像數據庫  (香港浸會大學中醫藥學院) （中文）（英文）
- 薏苡仁 Yi Yi Ren （页面存档备份，存于） 中藥標本數據庫 (香港浸會大學中醫藥學院) （繁體中文）（英文）
- 高雄榮民總醫院_藥材介紹 （页面存档备份，存于）